# Melin från Västergötland
Melin från Västergötland är en svensk prästsläkt.
Förste bäraren av namnet Melin i denna släkt är prästen Samuel Melin (1849–1831) som var verksam i Dimbo församling i Västergötland. Han var son till lantbrukaren Anders Svensson och Sara Jansdotter. 

## Stamtavla i urval (kända medlemmar)
- Anders Svensson och Sara Jansdotter, Brunns församling, Västergötland
  - Samuel Melin (1849–1931), kyrkoherde i Dimbo församling, Skara stift.
    - Samuel Melin (1885–1976), kyrkoherde i Borås och prost[1]
      - Lennart Melin (1914–2002), kyrkoherde i Sorunda församling, Strängnäs stift
      - Kerstin Melin (1916–2009), folkskollärare, gift med Ingemar Forss, präst
      - Sune Melin (1920–2014), kyrkoherde i Ulricehamn
      - Sara Melin (1924–2012), sjuksköterska, gift med Bertil Holmstrand, kyrkoherde

    - Josef Melin (1887–1970), kyrkoherde i Bitterna församling och prost
    - Elias Melin (1889–1979), botaniker och professor, Uppsala
    - Daniel Melin (1892–1979), lärare, rektor för Johannesberg, Mariestad, samt präst
    - Paul Melin (1893–1970), kyrkoherde i Toarps församling[2]
      - Paul-Ragnar Melin (född 1932), kyrkoherde i Jönköpings Kristina församling, Växjö stift, gift med författaren Margareta Melin (brorsdotter till biskop Bo Giertz)
        - Jonas Melin (född 1959), frikyrkopastor, bibellärare, pionjärkonsulent
          - Josef Melin (född 1987), musikproducent och schlagerkompositör
          - Joel Melin (född 1992), medverkade i Lilla Melodifestivalen 2006.[3]

        - David Melin (född 1965), präst i Farsta församling, Stockholms stift

    - Elinor Melin (1895–1986), lärare i Stockholm, gift med läraren och författaren Olof Seger
    - David Melin (1899–1983), kyrkoherde och kontraktsprost
      - Ingemar Melin (född 1941), stiftsprost i Härnösand[4]

    - Hillevi Melin (1901–1987), hushållslärare, gift med Olof Andersson (1900–1983), kyrkoherde i Hova församling, Skara stift
    - Ruben Melin (1903–1983), kyrkoherde och kontraktsprost